# Три мушкетёра (фильм, 1935)
«Три мушкетера» (англ. The Three Musketeers) — костюмированный художественный фильм 1935 года, снятый режиссёром Роулэндом Ли на студии RKO Radio Pictures.
Адаптация знаменитого одноименного романа Александра Дюма-отца. Это первая англоязычная звуковая версия приключенческого романа.
Премьера фильма состоялась 7 октября 1935 года. Он принёс своим создателям прибыль в размере $55 000.

## Сюжет

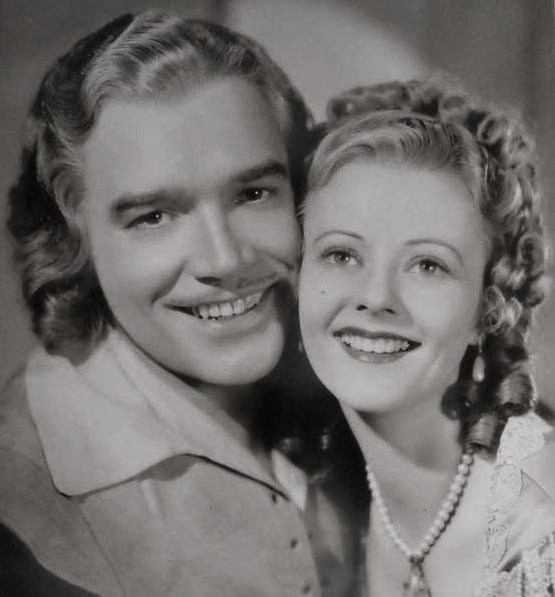
А́бель Уо́лтер и Хэзер Эйнджел

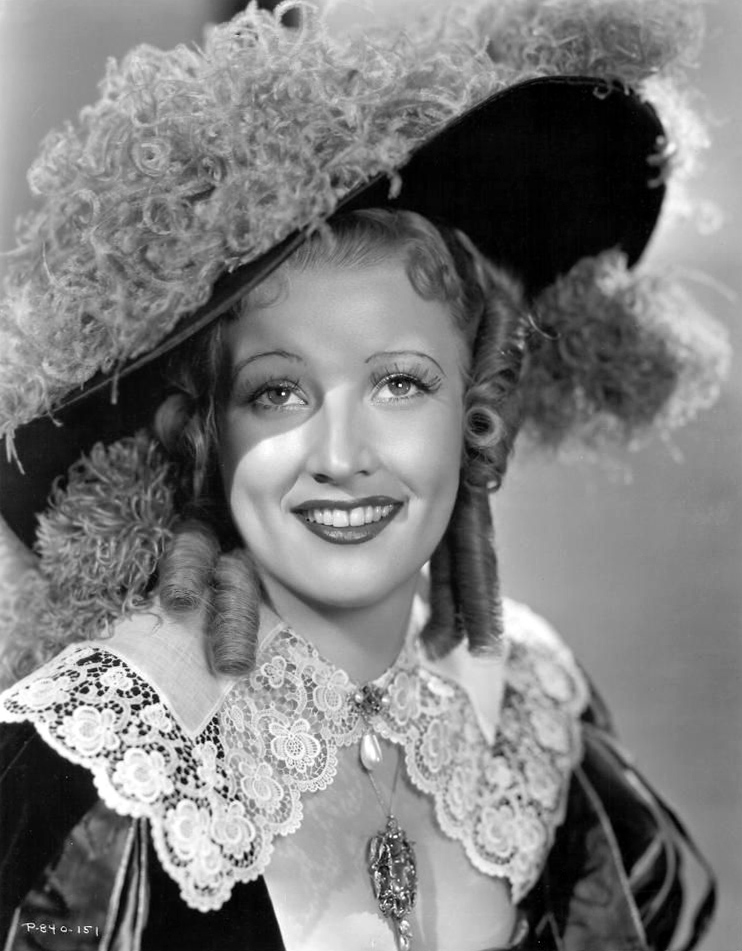
Марго Грехэм в роли Миледи Винтер

Фильм посвящён приключениям молодого дворянина по имени д’Артаньян, отправившегося в Париж, чтобы стать мушкетёром, и трёх его друзей-мушкетёров Атоса, Портоса и Арамиса.

## В главных ролях
- А́бель Уо́лтер — д’Артаньян
- Пол Лукас — Атос
- Морони Олсен — Портос
- Онслоу Стивенс —  Арамис
- Найджел Де Брулир — кардинал Ришельё
- Хэзер Эйнджел — Констанция
- Марго Грехэм — Миледи Винтер
- Ян Кейт — де Рошфор
- Ральф Фолкнер — Де Жюсак
- Розамонд Пинчот — королева Анна
- Майлз Мэндер — король Людовик XIII
- Ральф Форбс — герцог Бэкингем
- Ламсден Харе —  капитан де Тревиль
- Джон Куолен — Планше, слуга д’Артаньяна
- Люсиль Болл — эпизод (в титрах не указана)